# Xã Sharon, Quận Buffalo, Nebraska
Xã Sharon (tiếng Anh: Sharon Township) là một xã thuộc quận Buffalo, tiểu bang Nebraska, Hoa Kỳ. Năm 2010, dân số của xã này là 151 người.